# Andrzej Lis
Andrzej Lis (* 16. Dezember 1959 in Breslau) ist ein ehemaliger polnischer Degenfechter.

## Erfolge
Andrzej Lis nahm an den Olympischen Spielen 1980 in Moskau teil. Bei diesen erreichte er im Mannschaftswettbewerb das Finale, das die polnische Equipe gegen Frankreich mit 4:8 verlor. Gemeinsam mit Ludomir Chronowski, Piotr Jabłkowski, Leszek Swornowski und Mariusz Strzałka erhielt Lis so die Silbermedaille. Die Einzelkonkurrenz schloss er auf Rang 13 ab.